# 拉巴迪 (密蘇里州)
拉巴迪（英語：Labadie）是位於美國密蘇里州富蘭克林縣的非建制地區。

## 歷史
拉巴迪的郵局自1855年營運至今。

## 地理
拉巴迪所處的海拔為高於海平面158米（即518英呎），而該地所採用的時區為UTC-6，即北美中部時區（CST）。同時該地設有夏令時間，為UTC-6調快一小時，即UTC-5（CDT）。